# Warlord (album)
Pour les articles homonymes, voir Warlord.
Warlord est le sixième album du groupe britannique Skrewdriver, sorti en 1989 chez Rock-O-Rama Records.

## Liste des morceaux
1. "Warlord
2. "One in a Million II
3. "Out in the Cold (Big Deal)
4. "Their Kingdom will Fall"
5. "The Evil Crept In"
6. "Simple Man" (reprise de Lynyrd Skynyrd)
7. "Soar Aloft"
8. "Back in Black" (reprise de AC/DC)
9. "Glory (For Thorstens Schedes and Krekeler)"
10. "Excalibur"
11. "The Warrior's Song"
12. "Suddenly"